# Albertisia delagoensis
Albertisia delagoensis är en tvåhjärtbladig växtart som först beskrevs av N.E. Brown, och fick sitt nu gällande namn av Lewis Leonard Forman. Albertisia delagoensis ingår i släktet Albertisia och familjen Menispermaceae. Inga underarter finns listade i Catalogue of Life.